# Друговурманкасинське сільське поселення
Дру́говурманка́синське сільське поселення (рос. Второвурманкасинское сельское поселение) — муніципальне утворення у складі Цівільського району Чувашії, Росія. Адміністративний центр — присілок Другі Вурманкаси.
Станом на 2002 рік сільське поселення називалось Первомайська сільська рада.

## Населення
Населення — 1547 осіб (2019, 1672 у 2010, 1791 у 2002).

## Склад
До складу поселення входять такі населені пункти:
| Населений пункт            | Населення, осіб (2002) | Населення, осіб (2010) |
| -------------------------- | ---------------------- | ---------------------- |
| Другі Вурманкаси, присілок | 825                    | 737                    |
| Красна Горка, присілок     | 74                     | 85                     |
| Орбаші, присілок           | 123                    | 95                     |
| Первомайське, присілок     | 172                    | 163                    |
| Резинкино, присілок        | 51                     | 44                     |
| Сітчараки, присілок        | 173                    | 163                    |
| Табанари, присілок         | 90                     | 110                    |
| Тебікаси, присілок         | 209                    | 202                    |
| Янзакаси, присілок         | 74                     | 73                     |